# مارکو اسپرانزا
مارکو اسپرانزا (انگلیسی: Marco Speranza؛ زادهٔ ۱۸ ژانویهٔ ۱۹۹۴) بازیکن فوتبال اهل ایتالیا است.
از باشگاه‌هایی که در آن بازی کرده‌است می‌توان به باشگاه فوتبال پیزا اشاره کرد.